# Music stories
Music stories is een muziekalbum uitgebracht op naam van Thanos Mikroutsikos en Gary Burton. Het bevat de opname van een werk van Mikroutsikos voor vibrafoon, klarinet, percussie en strijkorkest. Opnamen vonden plaats in Athene in een plaatselijk concertzaal. Het album werd aangevuld met een duet voor altsaxofoon en elektrische contrabas, dat al in 1985 werd opgenomen. 
Mikroutsikos ontmoette Burton tijdens een jazzfestival in Patras in 1987, door Mikroutsikos georganiseerd, waarbij Burton met Chick Corea speelde.

## Musici
- Gary Burton – vibrafoon (tracks 1-6)
- Nikos Ginos – klarinet (tracks 1-6)
- Dimitris Desyllas – percussie (tracks 1-6)
- Kamerata-Orchestra of the friends of music o.l.v. Alexandros Myrat (tracks 1-6)
- David Lynch – altsaxofoon (tracks 7, 8, 9)
- Yorgos Fakanas – elektrische bas (tracks 7, 8, 9)

## Muziek
| Nr. | Titel                              | Duur |
| --- | ---------------------------------- | ---- |
| 1.  | Music stories (Introduction)       | 4:35 |
| 2.  | Music stories (Ballet story)       | 1:59 |
| 3.  | Music stories (Song)               | 6:39 |
| 4.  | Music stories (Largo dramatico)    | 8:55 |
| 5.  | Music stories (On a travel)        | 8:44 |
| 6.  | Music stories (Rythmos and rhythm) | 5:32 |
| 7.  | Duo (Moderato)                     | 9:26 |
| 8.  | Duo (Largo)                        | 5:05 |
| 9.  | Duo (Presto)                       | 1:55 |